# Дін Сондерс
Дін Сондерс (англ. Dean Saunders, нар. 21 червня 1964, Свонсі) — валлійський футболіст, що грав на позиції нападника. По завершенні ігрової кар'єри — футбольний тренер. Наразі очолює тренерський штаб команди «Кроулі Таун». Виступав, зокрема, за клуби «Астон Вілла», «Ліверпуль», «Галатасарай», «Бенфіку», а також за національну збірну Уельсу.

## Клубна кар'єра
У дорослому футболі дебютував 1982 року виступами за команду клубу «Свонсі Сіті», в якій провів три сезони, взявши участь у 49 матчах чемпіонату.
Згодом з 1985 по 1992 рік грав у складі команд клубів «Кардіфф Сіті», «Брайтон енд Гоув», «Оксфорд Юнайтед», «Дербі Каунті» та «Ліверпуль». Протягом цих років виборов титул володаря Кубка Англії.
Своєю грою за останню команду привернув увагу представників тренерського штабу клубу «Астон Вілла», до складу якого приєднався 1992 року. Відіграв за команду з Бірмінгема наступні три сезони своєї ігрової кар'єри. Більшість часу, проведеного у складі «Астон Вілли», був основним гравцем атакувальної ланки команди. У складі «Астон Вілли» був одним з головних бомбардирів команди, маючи середню результативність на рівні 0,34 голу за гру першості. За цей час додав до переліку своїх трофеїв титул володаря Кубка англійської ліги.
Протягом 1995—1999 років захищав кольори клубів «Галатасарай», «Ноттінгем Форест», «Шеффілд Юнайтед» та «Бенфіка».
Завершив професійну ігрову кар'єру у клубі «Бредфорд Сіті», за команду якого виступав протягом 1999—2001 років.

## Виступи за збірну
1986 року дебютував в офіційних матчах у складі національної збірної Уельсу. Протягом кар'єри у національній команді, яка тривала 16 років, провів у формі головної команди країни 75 матчів, забивши 22 голи.

## Кар'єра тренера
Розпочав тренерську кар'єру, повернувшись до футболу після невеликої перерви, 2008 року, очоливши тренерський штаб клубу «Рексем». В подальшому очолював команди клубів «Донкастер Роверз» та «Вулвергемптон». Наразі очолює тренерський штаб команди «Кроулі Таун».

## Титули і досягнення
«Свонсі Сіті»
- Кубок Уельсу
  - Володар (1): 1982–83

 «Ліверпуль»
- Кубок Англії
  - Володар (1): 1991–92

 «Астон Вілла»
- Чемпіонат Англії
  - Срібний призер (1): 1992–93
- Кубка Футбольної ліги
  - Володар (1): 1993–94

 «Галатасарай»
- Кубок Туреччини
  - Володар (1): 1995–96